# 츠츠미 유키히코
츠츠미 유키히코(일본어: 堤 幸彦 쓰쓰미 유키히코[*], 1955년 11월 3일 ~ )는 일본의 연출가, 영화 감독이며, 오피스 크레셴도의 이사이다.
미에현 욧카이치시 출생. 아이치현 나고야시 지쿠사구 출신. 활동 초기에는 명의 표기가 ‘堤 ユキヒコ’였다.

## 작품

### 영화
- 바보 녀석! 나, 화났습니다 제4화 〈영어가 뭐야〉 (1988년)
- HOMELESS (1991년)
- !［ai-ou］ (1991년)
- 늑대가 나온 날 (1992년)
- 중지 공주 우리 어떻게 돼? (1993년)
- 안녕 닛폰! (1995년)
- 킨다이치 소년부의 사건부 상하이 인어 전설 (1997년)
- 신생 화장실의 하나코 (1998년)
- 케이조쿠/영화 Beautiful Dreamer (2000년)
- 차이니즈 디너 (2001년)
- 물에 빠진 물고기 (2001년)
- TRICK 극장판 시리즈
  - TRICK 극장판 (2002년)
  - TRICK 극장판 2 (2006년)
  - 극장판 TRICK 영능력자 배틀로얄 (2010년)
  - TRICK 극장판 라스트 스테이지 (2014년)
- PIKA☆NCHI LIFE IS HARD 그렇지만 HAPPY (2002년)
  - PIKA☆☆NCHI LIFE IS HARD 그래서 HAPPY (2004년)
- Jam Films 〈HIJIKI〉 (2002년)
- 연애 사진 (2003년)
- 2LDK (2003년)
- EGG (2005년)
- 사이렌 ~FORBIDDEN SIREN~ (2006년)
- 내일의 기억 (2006년)
- 대제의 검 (2007년)
- 붕대 클럽 (2007년)
- 자학의 시 (2007년)
- 은막판 스시 왕자! ~뉴욕에 가다~ (2008년)
- 20세기 소년 3부작
  - 20세기 소년 -제1장- 끝의 시작 (2008년)
  - 20세기 소년 -제2장- 최후의 희망 (2009년)
  - 20세기 소년 -최종장- 우리의 깃발 (2009년)
- 환상의 야마타이국 (2008년)
- BECK (2010년)
- 하야부사/HAYABUSA (2011년)
- 헤이안유키 heianyuki (2012년) - 본편 서두에 본인도 출연해, 도모토 쯔요시와 대담하고 있다.
- 극장판 SPEC 시리즈
  - 극장판 SPEC~천~ (2012년)
  - 극장판 SPEC~클로즈~ 전편/후편 (2013년)
- MY HOUSE (2012년)
- 에이트 레인저 (2012년)
  - 에이트 레인저 2 (2014년)
- 입맞춤 (2013년)
- 애도하는 사람 (2015년)
- 이니시에이션 러브 (2015년)
- 천공의 벌 (2015년)
- 사나다 십용사 (2016년)
- RANMARU 신의 혀를 가진 남자 (2016년)

### 드라마

#### 연속 드라마
- 삐삐가 울리지 않아서 (1993년 7월 ~ 9월, 닛폰 TV)
- 킨다이치 소년의 사건부 제1시리즈 (1995년 7월 ~ 9월, 닛폰 TV)
- 킨다이치 소년의 사건부 제2시리즈 (1996년 7월 ~ 9월, 닛폰 TV)
- 크리스마스 키스~이브에 만나요 (1995년 10월 ~ 12월, TV 도쿄)
- 분명 누군가를 만나기 위해서 (1996년 1월 ~ 3월, TV 도쿄)
- 핸섬 맨 (1996년 1월 ~ 3월, TV 아사히)
- 사이코메트러 EIJI 제1시리즈 (1997년 1월 ~ 3월, 닛폰 TV)
- 우리의 용기 미만 도시 (1997년 10월 ~ 12월, 닛폰 TV)
- 하르모니아 이 사랑의 끝 (1998년 7월 ~ 9월, 닛폰 TV)
- 케이조쿠 (1999년 1월 ~ 3월, TBS)
- 프리즌 호텔 (1999년 4월 ~ 6월, TV 아사히)
- 신·우리의 여행 Ver.1999 (1999년 7월 ~ 9월, 닛폰 TV)
- 이케부쿠로 웨스트 게이트 파크 (2000년 4월 ~ 6월, TBS)
- TRICK 시리즈 (TV 아사히)
  - TRICK (2000년 7월 ~ 9월)
  - TRICK 2 (2002년 1월 ~ 3월)
  - TRICK 3 (2003년 10월 ~ 12월)
- 한도쿠!!! (2001년 10월 ~ 12월, TBS)
- 사랑따윈 필요없어, 여름 (2002년 7월 ~ 9월, TBS)
- Stand Up!! (2003년 7월 ~ 9월, TBS)
- 세상의 중심에서, 사랑을 외치다 (2004년 7월 ~ 9월, TBS)
- 카토가에 어서 오세요!~나고야 아가씨~ (2004년 10월 ~ 12월, 나고야 TV)
- H2~너와 있던 날들 (2005년 1월 ~ 3월, TBS)
- 시모키타 선데이즈 (2006년 7월 ~ 9월, TV 아사히)
- 스시 왕자! (2007년 7월 ~ 9월, TV 아사히)
- SPEC~경시청 공안부 공안 제5과 미상 사건 특별 대책계 사건부~ (2010년 10월 ~ 12월, TBS)
- 가족팔경 Nanase,Telepathy Girl's Ballad (2012년 1월 ~ 3월, MBS)
- 나가사와 군 (2013년 4월 ~ 6월, TBS)
- 스타맨·이 별의 사랑 (2013년 7월 ~ 9월, 칸사이 TV)
- 야메고쿠~야쿠자 그만두겠습니다~ (2015년 4월 ~ 6월, TBS)
- 신의 혀를 가진 남자 (2016년 7월 ~ 9월, TBS)
- 시각탐정 히구라시 타비토 (2017년 1월 ~ 3월, 닛폰 TV)

### 단발
- 월요 드라마 랜드 〈프로즌 호러 쇼〉 (1987년, 후지 TV)
- 기묘한 이야기 〈성〉 (1992년 8월, 후지 TV)
- if 만약 제4화 〈왕따와 친구·어느 쪽의 동창회에 가야 할까〉 (1993년 5월, 후지 TV)
- 킨다이치 소년의 사건부 학원 7대 불가사의 살인사건 (1995년 4월, 닛폰 TV)
- 킨다이치 소년의 사건부 설야차 전설 살인사건 (1995년 12월, 닛폰 TV)
- 케이조쿠/특별편 PHANTOM~죽음을 계약하는 저주의 나무 (1999년 12월, TBS)
- 블랙 잭 (2000년 ~ 2001년, TBS)
- 돌다리를 치고 웃자~고흐의 귀~ 시리즈 (TV 아사히)
- 돌다리를 치고 웃자~고흐의 귀~ (2002년 12월)
  - 돌다리를 치고 웃자~고흐의 귀 2~ (2003년 3월)
- 이케부쿠로 웨스트 게이트 파크 수프의 회(SP) (2003년 3월, TBS)
- 근처 탐정 TOMOE (2003년 3월, WOWOW)
- 극단 연기자. 〈언러키 데이즈~나츠메의 망상~〉 (2004년 4월 ~ 5월, 후지 TV)
- 수요 프리미어 〈요츠야 군과 오오츠카 군/천재 소년 탐정 등장의 권〉 (2004년 7월, TBS)
- 카토가에 어서 오세요!~나고야 아가씨~ (2004년 8월, 나고야 TV)
- 항간에 떠도는 100가지 이야기 (WOWOW)
  - 〈코와이〉 (2005년 3월)
  - 〈히노엔마〉 (2006년 3월)
- 호텔 선라이즈 HND~최후의 스테이~ROOM888 《아내의 본심》 (2005년 3월, TV 도쿄)
- TRICK 신작 스페셜 (TV 아사히)
  - TRICK 신작 스페셜 (2005년 11월)
  - TRICK 신작 스페셜 2 (2010년 5월)
  - TRICK 신작 스페셜 3 (2014년 1월)
- 덕분에! (2010년 9월, CBC TV)
- 코요테, 바다에 (2011년 1월, WOWOW)
- Kesennuma,Voices. 동일본 대지진 부흥 특별 기획~츠츠미 유키히코의 기록~ (2012년 3월, TBS 채널)
- SPEC~상~ (2012년 4월, TBS)
- 이로도리히무라 〈작은 사랑 이야기〉 (2012년 10월, TBS)
- SPEC~제로~ (2013년 10월, TBS)
- 시각탐정 히구라시 타비토 (2015년 11월, 닛폰 TV)
- 형사 발레리노 (2016년 1월, 닛폰 TV)